# AKA… What a Life!
AKA... What a Life! ist eine Single der britischen Britpop-Band Noel Gallagher’s High Flying Birds, die von Noel Gallagher verfasst wurde. Es ist die zweite Singleauskopplung ihres gleichnamigen Debütalbums und wurde noch vor dessen Erscheinung am 9. September 2011 als CD und am 17. Oktober 2011 als LP veröffentlicht.

## Titelliste
| #  | Titel                            | Länge |
| -- | -------------------------------- | ----- |
| 1. | AKA... What a Life!              | 4:24  |
| 2. | Let the Lord Shine a Light on Me | 4:15  |

## Kommerzieller Erfolg

### Chartplatzierungen
| ChartsChartplatzierungen     | Höchstplatzierung | Wochen |
| ---------------------------- | ----------------- | ------ |
| Vereinigtes Königreich (OCC) | 20 (19 Wo.)       | 19     |

### Auszeichnungen für Musikverkäufe
| Land/Region                  | Auszeichnungen für Musikverkäufe (Land/Region, Auszeichnung, Verkäufe) | Verkäufe |
| ---------------------------- | ---------------------------------------------------------------------- | -------- |
| Vereinigtes Königreich (BPI) | Gold                                                                   | 100.000  |
| Insgesamt                    | 1× Gold ·                                                              | 100.000  |